# Столяров Лев Миколайович
Лев Микола́́йович Столяро́в (1930—1992) — радянський офіцер-підводник, контрадмірал. Герой Радянського Союзу (1966).

## Життєпис
Народився 2 січня 1930 року в селі Гремучий Ключ (нині — в межах міста Калуга, Росія) в родині робітника. Росіянин. У 1943 році вступив до залізничного училища при Калузькому вагонобудівному заводі за спеціальністю слюсар-ремонтник. У 1949 році закінчив 10-й клас школи робітничої молоді.
До лав ВМФ СРСР призваний у жовтні 1949 року. У жовтні 1953 року закінчив Тихоокеанське вище військово-морське училище імені С. О. Макарова, а у травні 1954 року — Курси офіцерського складу підводного плавання при Навчальному загоні підводного плавання Тихоокеанського флоту.
З травня 1954 року — командир торпедної групи (БЧ-3), з листопада 1955 року — командир БЧ-2-3 , з лютого 1957 року — помічник командира підводного човна «С-163» 8-го військово-морського флоту (з 1956 року — Балтійський флот).
З жовтня 1957 по грудень 1958 року Л. М. Столяров проходив службу на суднах міністерства морського флоту СРСР. Під час плавання на теплоході «Маршал Говоров» він удосконалював свої навички з судноводіння. З грудня 1958 по липень 1959 року проходив навчання у Вищих спеціальних офіцерських класах ВМФ. Член КПРС з 1959 року.
З липня 1959 року проходив службу на атомних підводних човнах Північного флоту: до березня 1962 року — помічник командира АПЧ «К-21», до січня 1964 року — старший помічник командира АПЧ «К-14». З січня 1964 року — командир АПЧ «К-5», а з вересня 1965 року — командир АПЧ «К-133».
З 1 лютого по 26 березня 1965 року під командуванням контрадмірала А. І. Сорокіна багатоцільовий атомний підводний човен «К-133» (командир — капітан ІІ рангу Л. М. Столяров) і атомний ракетоносець «К-116» (командир — капітан ІІ рангу В. Т. Виноградов) здійснили груповий трансокеанський міжфлотський перехід з губи Західна Ліца (Північний флот) в бухту Крашенінникова (Тихоокеанський флот). За успішне виконання бойового завдання АПЧ «К-133» отримав звання «Гвардійський».
У 1970 році закінчив Військово-морську академію. З червня того ж року — заступник командира дивізії підводних човнів Камчатської військової флотилії Тихоокеанського флоту. З березня 1971 року — начальник відділення заочного навчання Військово-Морської академії імені А. А. Гречка. З січня 1979 року — начальник Ленінградського нахімовського військово-морського училища.
У вересні 1990 року контрадмірал Л. М. Столяров вийшов у запас. Мешкав у Санкт-Петербурзі, де й помер 28 лютого 1992 року. Похований на цивільному кладовищі селища Побєда Виборзького району Ленінградської області.

## Нагороди
Указом Президії Верховної Ради СРСР від 23 травня 1966 року за успішне виконання завдань командування та виявлені при цьому мужність і відвагу, гвардії капітанові II рангу Столярову Леву Миколайовичу присвоєне звання Героя Радянського Союзу з врученням ордена Леніна і медалі «Золота Зірка» (№ 11252).
Також нагороджений орденами Червоної Зірки, «За службу Батьківщині у Збройних силах СРСР» 3-го ступеня і медалями.